# Estany de la Júlia
L'estany de la Júlia és una petita llacuna d'inundació temporal que ocupa unes 5 hectàrees de terreny situada a Tordera (Maresme). Es troba en un estat de conservació força deficient. L'espai ha sofert transformacions diverses: plantació d'espècies forestals de creixement ràpid, usos esportius -circuit de vehicles "il·legal"-, estassades de vegetació de ribera, etc, que han afectat molt negativament les interessants comunitats anteriorment descrites a la zona.
Pel que fa a la vegetació, s'hi havia descrit herbassars submergits (hàbitat d’interès comunitari 3150 "Estanys naturals eutròfics amb vegetació natant (Hydrocharition) o poblaments submersos d'espigues d'aigua (Potamion)", jonqueres mediterrànies (hàbitat d’interès comunitari 6420 "Jonqueres i herbassars graminoides humits, mediterranis, del MolinioHoloschoenion") i boscos de ribera. La comunitat forestal de ribera més característica era l'omeda amb mill gruà (hàbitat d’interès comunitari 92A0 "Alberedes, salzedes i altres boscos de ribera"), amb diverses espècies forestals associades com el freixe de fulla petita (Fraxinus angustifolia), el salze (Salix alba) i el gatell (S.atrocinerea). Algunes plantes herbàcies de tendència higròfila que s'hi localitzaven són la ranunculàcia Ranunculus sceleratus, la carofil·làcia Myosoton aquaticum, l’onagràcia Ludwigia palustris, etc.
Pel que fa a la fauna, es coneixia la presència de la tortuga de rierol (Mauremys leprosa). L'estat actual d'aquest espai no permet afirmar la presència de les espècies o les comunitats abans esmentades. La vegetació de ribera que envoltava l'estany ha estat estassada i el cinyell helofític gairebé és absent, probablement per canvis importants de nivell de les aigües, degut a captacions efectuades a l'entorn. L'abundància d'algues és resultat, probablement, d'una eutrofització de les aigües per causes antròpiques. Al bosc de ribera hi ha una elevada presència d'espècies exòtiques (plàtans i pollancres de plantació). Una pista envolta la bassa pel sector oest i nord i al voltant hi ha diversos suports de línies elèctriques. L'expansió dels usos agrícoles amenaça també l'espai, ja molt degradat, malgrat estar teòricament protegit com a espai del PEIN des de fa anys.
Aquest espai, juntament amb l'estany de can Raba, el braç esquerre de l’illa del riu Tordera, els prats d’en Gai i l'estany de can Torrent constitueixen l'espai del PEIN «Estanys de Tordera». Aquesta zona humida també està protegida teòricament pel fet d'estar inclosa dins l'espai del PEIN i de la Xarxa Natura 2000 ES5110007 "Riu i estanys de Tordera".